# Liste von Hornkompositionen

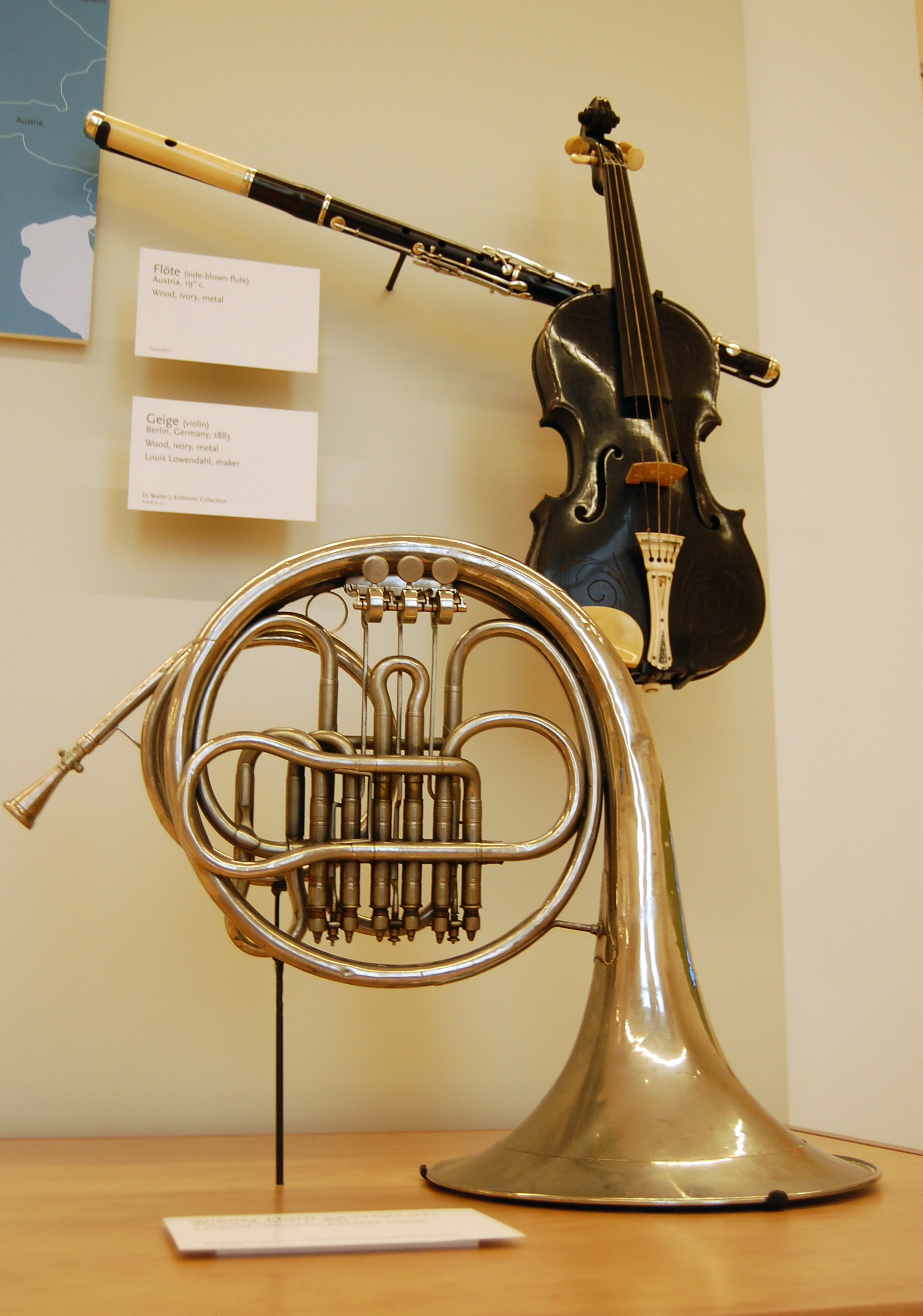
Das Horn als Soloinstrument mischt sich klanglich gut mit Streicher- und Holzbläserklang; hier ein historisches Horn inmitten anderer Instrumente aus dem 19. Jahrhundert.

Diese Liste verzeichnet wichtige Kompositionen, in denen das Horn als Soloinstrument eingesetzt wird. Unter Horn wird hier, soweit nicht ausdrücklich andere Hornarten genannt werden, das Waldhorn bzw. seine Varianten Naturhorn und Wiener Horn verstanden.
Zur Differenzierung der Instrumente

## Kompositionen für ein oder mehrere Hörner bzw. weitere Instrumente und Orchester

### Barock

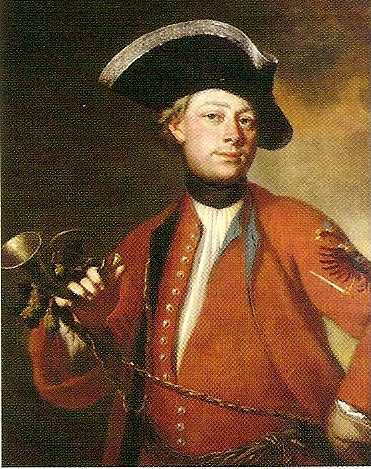
Im Barock konzertiert das Waldhorn durchaus auch einmal neben einem Posthorn. Das Bild stammt aus dem 18. Jahrhundert.

- Johann Beer: Konzert für Posthorn, Waldhorn und Streichorchester
- Christoph Förster:  Konzert für Waldhorn, 2 Violinen, Viola und Basso continuo
- Johann Melchior Molter: Konzert für Horn und Streicher
- Georg Philipp Telemann:
  - Konzert D-Dur für Horn und Streichorchester
  - Konzert Es-Dur
  - Tafelmusik für 2 Hörner, Streicher und Cembalo
- Antonio Vivaldi:
  - Concerto für 2 Hörner und Streicher in F-Dur RV 538
  - Concerto für 2 Hörner und Streicher in F-Dur RV 539

### Klassik
- Luigi Cherubini: 2 Sonaten für Horn und Streichorchester
- Frédéric Duvernoy: 12 Konzerte für Horn und Orchester
- Friedrich Ernst Fesca: Andante und Rondo für Horn und Orchester F-Dur op. 39 (1825/26)
- Joseph Fiala: Konzert für zwei Hörner und Orchester in Es-Dur
- Peter Johann Fick: Konzert für Corno da Caccia und Orchester Es-Dur
- Carl Heinrich Graun: Konzert für Horn, Streicher und Cembalo D-Dur
- Johann Michael Haydn: Concertino in D-Dur für Horn und Orchester (1762)
- Joseph Haydn:
  - Konzert für Horn und Orchester in D-Dur, Hob. VIId:1 (1765) (verschollen)
  - Konzert in Es-Dur für 2 Hörner, Orchester, Hob. VIId:2 (um 1760) (verschollen)
  - Konzert für Horn und Orchester in D-Dur No.I, Hob. VIId:3 (1762)
  - Konzert für Horn und Orchester in D-Dur No.II, Hob. VIId:4 (1781) (zweifelhaft; möglicherweise von Michael Haydn)
  - Konzert in Es-Dur für 2 Hörner, Orchester, Hob. VIId:6 (zweifelhaft; möglicherweise von Michael Haydn oder Antonio Rosetti; vielleicht Hob. VIId:2?)
- Anton Joseph Hampel: Concerto in D-Dur für Horn, 2 Violinen, Viola & Basso
- Franz Anton Hoffmeister:
  - 2 Konzert E-Dur & D-Dur für Horn
  - Zwei Konzerte für zwei Hörner E-Dur, E-Dur
  - Romanze für drei Hörner und Orchester
- Leopold Mozart:
  - Sinfonia da Caccia G-Dur „Jagdsinfonie“ für vier Hörner, Kugelbüchse und Streichorchester
  - Konzert D-Dur für Horn und Orchester
- Wolfgang Amadeus Mozart:
  - Konzert für Horn und Orchester D-dur KV 412 und 514 (1791, 2. Satz unvollst.)
  - Konzert für Horn und Orchester Es-Dur KV 417 (1783)
  - Konzert für Horn und Orchester Es-Dur KV 447 (vermutlich 1787)
  - Konzert für Horn und Orchester Es-Dur KV 495 (1786)
  - Konzertsatz für Horn und Orchester Es-Dur KV 370b (1781, unvollst.)
  - Konzertrondo für Horn und Orchester Es-Dur KV 371 (1781, unvollst.)
  - Konzertsatz für Horn und Orchester E-Dur KV 494a (1785, unvollst.)
- František Xaver Pokorný:
  - Concerto in Es für zwei Hörner und Orchester
  - Concerto in F für zwei Hörner und Orchester
  - Concerto per Corno seconda für Horn und Orchester
- Giovanni Punto: 14 Konzerte für Horn und Orchester
- Joseph Reicha: Konzert op. 5 für 2 Hörner und Orchester
- Ferdinand Ries: Konzert für zwei Hörner und Orchester Es-Dur WoO 19 (1811)
- Antonio Rosetti: Konzerte für Horn (RWV)C38 d-moll, C39 d-moll, C40 Es-Dur, C41 Es-Dur, C 42 Es-Dur, C 43 Es-Dur, C44-46 verschollen, C 47 Es-Dur, C 48 Es-Dur, C49 Es-Dur, C50 E-Dur, C51 E-Dur, C52 E-Dur, C53 F-Dur, C54 Es-Dur, Konzerte für zwei Hörner (RWV) C56 Es-Dur, C57 Es-Dur, C58 E-Dur, C59 E-Dur (verschollen), C60 F-Dur, C61 F-Dur
- Georg Abraham Schneider:
  - Konzert E-Dur für 4 Hörner und Orchester (1817)
  - mehrere Konzerte für 3, 2 Hörner und 1 Horn
- Carl Stamitz: Konzert Es-Dur, für Solo-Horn, 2 Flöten, 2 Hörner und Streicher
- Anton Teyber: Zwei Konzerte für Horn und Orchester
- Johann Christoph Vogel:
  - Konzert Nr. 1 in E-Dur für 2 Hörner und Orchester
  - Konzert Nr. 2 in E-Dur für 2 Hörner und Orchester
- Jacques Widerkehr: Symphonie concertante für 2 Hörner und Orchester F-Dur
- Friedrich Witt:
  - Konzert für Horn und Orchester E-Dur
  - mehrere Konzerte für zwei Hörner und Orchester

### Romantik

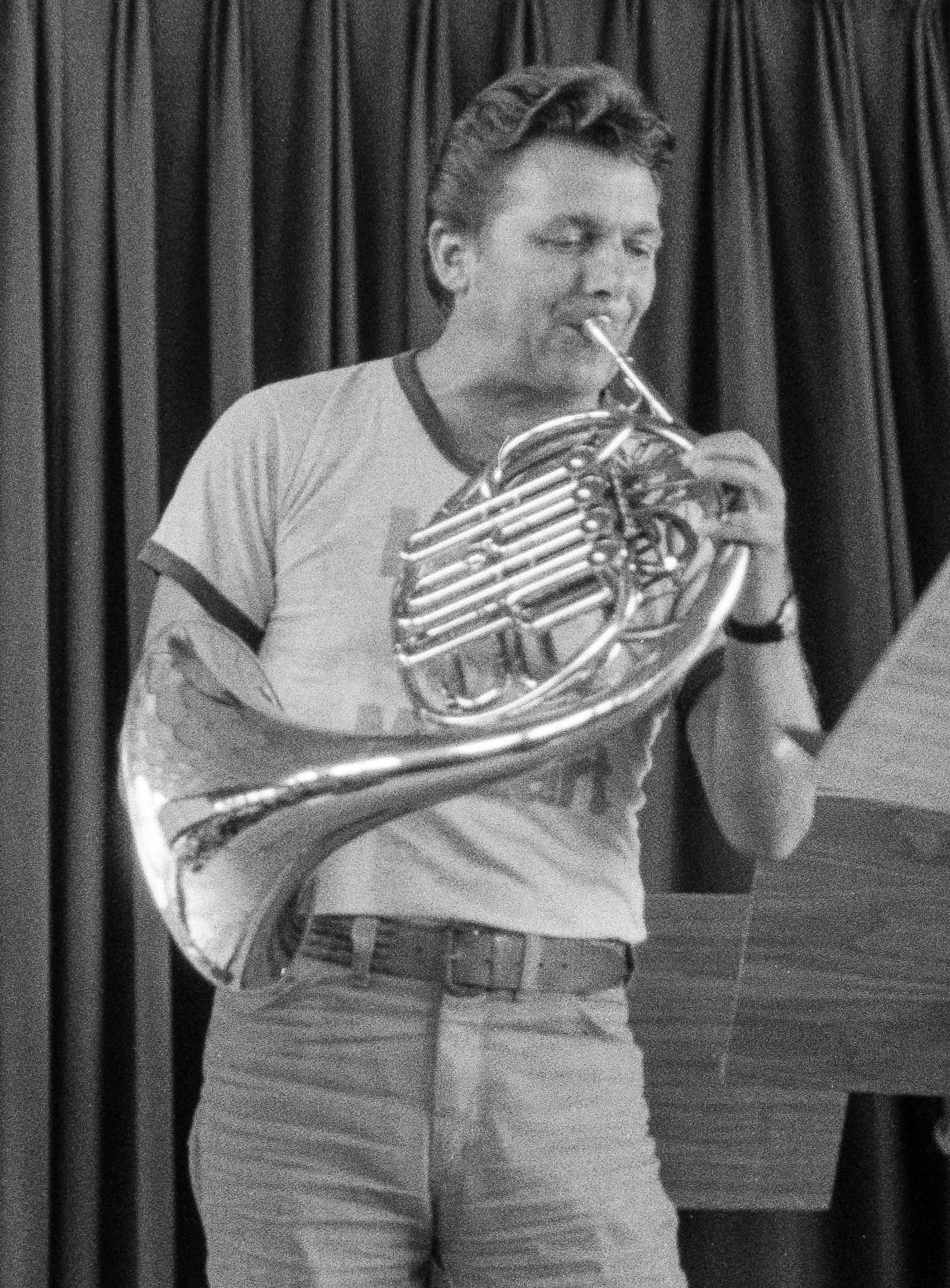
Hornist

- Emmanuel Chabrier: Larghetto für Horn und Orchester (1875)
- Franz Danzi: Konzert für Horn und Orchester E-Dur
- Louis François Dauprat:
  - 5 Konzerte für Horn und Orchester
  - Concertino für Horn und Orchester
- Albert Dietrich: Introduktion und Romanze für Horn und Orchester F-Dur op. 27 (1873)
- Carl Heinrich Hübler: Konzertstück für vier Hörner und Orchester (1854–56)
- Albert Lortzing: Konzertstück für Horn und Orchester in E-Dur (1820)
- Saverio Mercadante: Konzert für Horn und Orchester, d-Moll
- Max Reger: Scherzino für Horn und Streichorchester (1899)
- Camille Saint-Saëns:
  - Romanze für Horn und Orchester F-Dur op. 36 (1874)
  - Romanze für Horn und Orchester E-Dur op. 67 (1866)
  - Konzertstück für Horn und Orchester f-Moll op. 94 (1887)
- Robert Schumann: Konzertstück für vier Hörner und Orchester F-Dur op. 86 (1849)
- Schuncke (Musikerfamilie) mit neun Hornisten, darunter:
  - Johann Christoph Schuncke: Concertino pour le Cor cromatique (1829)
  - Johann Gottfried Schuncke: Variationen über ein altdeutsches Lied für 2 Waldhörner mit Begleitung des Orchesters  (ca. 1819)
- Franz Strauss:
  - Konzert für Horn und Orchester Nr. 1 c-Moll op. 8
  - Konzert für Horn und Orchester Nr. 2 Es-Dur op. 14
  - Fantasie für Horn und Orchester op. 6
- Carl Maria von Weber: Concertino für Horn und Orchester e-Moll op. 45 J 188 (1815)

### 20. Jahrhundert

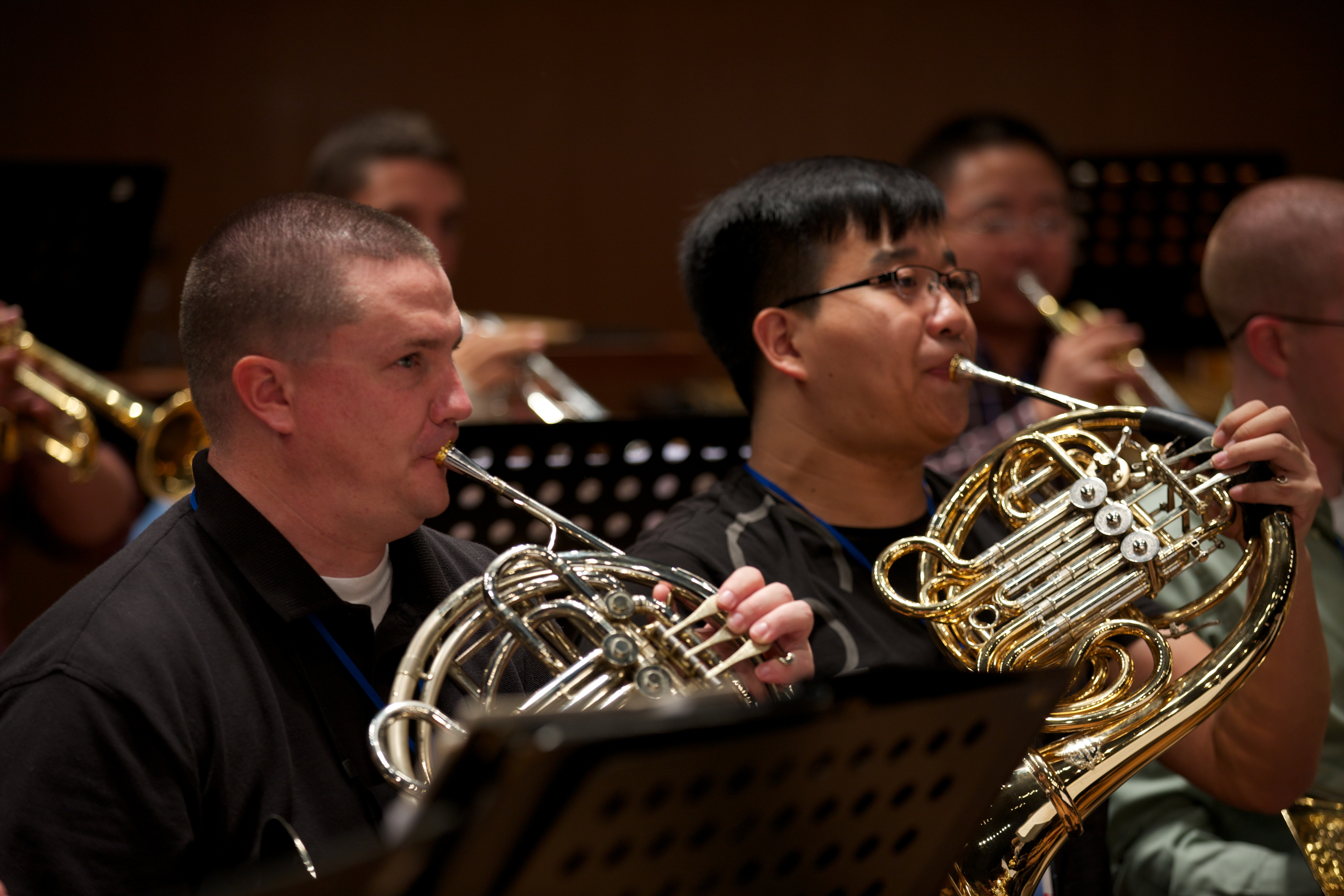
Hörner inmitten eines Blasorchesters

- Jean Absil: 6. Rhapsodie für Horn und Orchester (1963)
- David Amram: Konzert für Horn und Orchester
- Herbert H. Ágústsson: Concert für Horn und Orchester (1965)
- Alexander Arutjunjan: Hornkonzert (1962)
- Kurt Atterberg: Concertino für Horn und Orchester A-Dur op. 28 (1927)
- Alfred von Beckerath: Konzert für Horn und Orchester
- Karel Bělohoubek: Bagatellu - Bagatella für Horn und Blasorchester
- Agostini & Luigi Belloli: Konzert für drei Hörner; zwei Konzerte für 2 Hörner; mehrere Konzerte für ein Horn
- Richard Rodney Bennett: Actaeon (Metamorphosis I) for horn and orchestra (1977)
- Hermann Blume: Hornkonzert (Uraufführung 1939 auf den Reichsmusiktagen)
- Hakon Børresen: Serenade für Horn, Streicher und Pauken (1944)
- Marco Enrico Bossi: Konzert a-Moll op. 100 für Orgel, Streichorchester, 4 Hörner und Pauken
- Eugène Bozza: En forêt für Horn und Orchester op. 40 (1941)
- Florian Bramböck: Konzert für 4 Hörner und Blasorchester (1997)
- Cesar Bresgen: Hornkonzert für Horn und Orchester (1962)
- Benjamin Britten: Serenade für Tenor, Horn und Streicher op. 31 (1943)
- Victor Bruns: Konzert für Horn und kleines Orchester op. 63 (1979)
- Johann Cilenšek: Konzertstück für Horn und Orchester (1982)
- Johann Nepomuk David: Variationen über ein Thema von Josquin des Prés für Flöte, Horn und Streichorchester op. 62 (1966)
- Peter Maxwell Davies:
  - Strathclyde Concerto no. 3 for horn, trumpet and orchestra (1989)
  - Concerto for horn and orchestra (1999)
- Caspar Diethelm: Konzert für Horn und Streichorchester op. 114 b (1976/1995)
- Pierre-Max Dubois: Concerto für Horn und Kammerorchester
- Paul Dukas: Villanelle für Horn und Klavier (1905) in der Fassung für Horn und Orchester von Vitali Bujanowskij
- Frédéric Duvernoy: 12 Hornkonzerte
- Anders Eliasson: Farfalle e ferro. Concerto per corno ed archi (Schmetterlinge und Eisen. Konzert für Horn und Streicherorchester) (1992)
- Ottmar Gerster: Hornkonzert (1958)
- Alexander Goedicke: Konzert für Horn und Orchester op. 40
- Reinhold Glière: Konzert für Horn und Orchester B-Dur op. 91 (1950)
- Siegmund Goldhammer:
  - Concertino für Horn und Orchester Nr. 1 (1967)
  - Concertino für Horn und Orchester Nr. 2 (1988)
- Hanno Haag: Scherzo für Horn und Streichorchester op. 33 a (1988)
- Hermann Haller: Ballade für Horn und Streichorchester (1967)
- Klaus Hashagen: Parade. Suite für Bläser alleine oder zusammen und kleines Orchester, darin Legende (1995) für Horn und Orchester
- Werner Haentjes: Konzert für Horn und Orchester (1966)
- Frigyes Hidas: Konzert für Horn und Orchester (1968)
- Paul Hindemith: Konzert für Horn und Orchester (1949)
- Robin Holloway: Horn concerto op. 43 (1979–80)
- Gordon Jacob: Concerto for Horn
- Bernhard Kaun: Sinfonia concertante für Horn und Orchester (1940)
- Volker David Kirchner: Konzert für Horn und Orchester (1996. UA 11. Juli 1997)
- Oliver Knussen: Horn concerto op. 28 (1994)
- Günter Kochan: Der Große Friede. Triptychon für Tenor, Horn, Pauken, Schlagwerk und Streichorchester (1986).
- Jan Koetsier: Konzert für vier Hörner und Orchester op. 95 (1984)
- Anatoli Sergejewitsch Komarowski: Konzert für Waldhorn und Sinfonieorchester (1951, 2. Bearbeitung 1954)
- Bernhard Krol: „Study in Jazz“, Konzert für Horn und Orchester op. 29a
- Theophil Laitenberger:
  - Sonate F-Dur für Horn und Orgel (1987), umgearbeitet für Horn und Streichorchester (1991, uraufgeführt 1993 von Michael Höltzel)
  - Choralsonate „Ist Gott für mich“ für Horn und Orgel (1980), umgearbeitet für Horn und Streichorchester (1986)
- Lars-Erik Larsson: Concertino für Horn und Streichorchester op. 45/5
- Josef Rudolf Lewy: Concertino für Horn und Orchester
- Peter Lieberson: Horn Concerto (1998)
- György Ligeti: Hamburgisches Konzert für Horn und Kammerorchester mit 4 obligaten Naturhörnern (1998–2003)
- Magnus Lindberg: Campana in aria (1998) für Horn und Orchester
- Tadeusz Machl: Koncert für Waldhorn und Orchester (1971)
- Trygve Madsen: Concerto for Horn and Orchestra, op. 45
- William Mathias: Horn Concerto, op. 93
- Martin-Joseph Mengal: 3 Konzerte für Horn und Orchester
- Olivier Messiaen: Des Canyons aux étoiles... für Klavier, Horn, Xylorimba, Glockenspiel und Orchester (1971–74), Leduc
- Detlev Müller-Siemens: Hornkonzert (1988–1989)
- Knut Nystedt: Concerto for Horn and Orchestra (1987), op. 114
- Jiří Pauer: Konzert für Horn und Orchester (1958)
- Wolfgang Plagge: Concerto for Horn and Orchester (1990), op. 49
- Hans Georg Pflüger: Konzert für Horn und Orchester (UA 1983: Hermann Baumann)
- Frédéric van Rossum:
  - Sinfonia concertante für Horn, Klavier, Schlagzeug und Orchester op. 11 (1967)
  - Konzert für Horn und Orchester op. 39
- Craig Russell: Rhapsody for horn and orchestra (1998)
- Erkki Salmenhaara: Hornkonzert (1973)
- Wissarion Jakowlewitsch Schebalin: Concertino für Horn und Streichorchester op. 14/2 (1929/30, rev. 1958)
- Josef Schelb: Konzert für Horn und Orchester (1953)
- Gustav Adolf Schlemm: Romantisches Konzert für Horn und Orchester (1967)
- Othmar Schoeck: Konzert für Horn und Streichorchester op. 65 (1952)
- Ruth Schönthal: Music for Horn and Chamber Orchestra (1978)
- Gunther Schuller: Zwei Hornkonzerte (1942/1944)
- William Schuman: Three Colloquies für Horn und Orchester (1979)
- Joseph Schwantner: Beyond Autumn „Poem“ für Horn und Orchester (1999)
- Pavol Šimai: Lúčne nálady (Wiesenstimmungen) für Horn und Streichorchester op. 4 Nr. 2
- Ethel Smyth: Konzert für Violine, Horn und Orchester (1927)
- Richard Strauss:
  - Konzert für Horn und Orchester Nr. 1 Es-Dur, op. 11 (1883)
  - Konzert für Horn und Orchester Nr. 2 Es-Dur, TrV 283 (1942)
- Stjepan Šulek: Hornkonzert (1972)
- Camillo Togni: Tre pezzi per corno e orchestra (1972)
- Henri Tomasi: Concerto pour cor et orchestre (UA 1955)
- Magret Wolf: Gilgal für Horn und Orchester (1990), Auftragswerk des Kibbutz Chamber Orchestra, geschrieben für Meir Rimon (Horn), UA Tel Aviv 1990
- Reinhard Wolschina: Drei Dialoge für Horn und 15 Solo-Streicher (1975), 16', Verlag: DVfM/BH

### 21. Jahrhundert

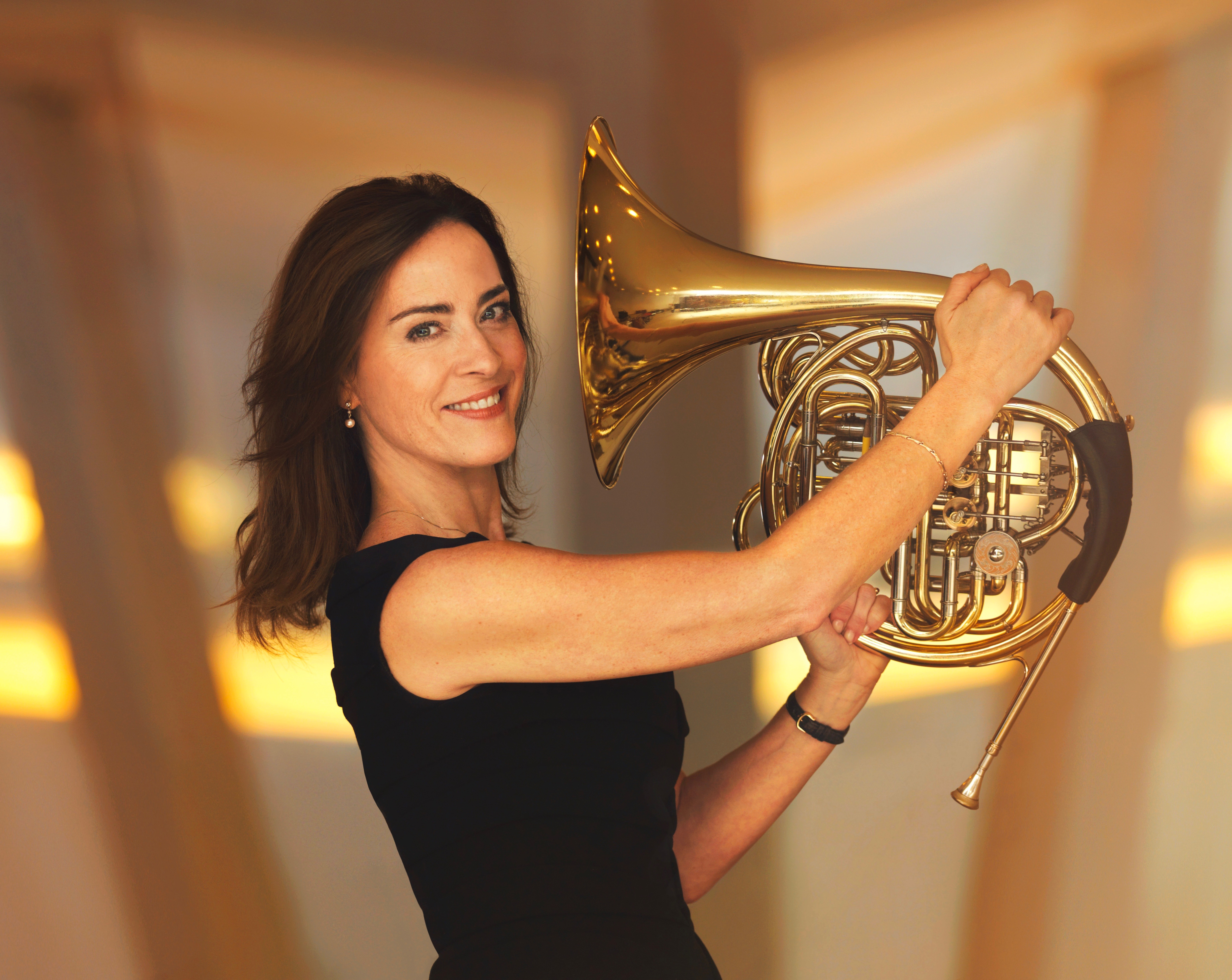
Hornspielerin

- Hans Abrahamsen: Konzert für Horn und Orchester (2020)
- Kalevi Aho: Konzert für Horn und Orchester (2011)
- Jean-Louis Agobet: Concerto scorrevole für Horn und Orchester (2006)
- Elliott Carter: Hornkonzert (2006)
- Jean-Luc Darbellay:
  - A Quattro für vier Hörner und Orchester (2002)
  - Escales für Horn und Streichorchester (2006)
  - Echos. Dialog für Horn und großes Orchester (2007)
  - Man für Horn und Orchester (2009)
- Michel Decoust: Concerto pour cor et orchestre (2007)
- Søren Nils Eichberg: Konzert für Horn und Orchester (2015)
- Jean François de Guise: Konzert für Horn in F und Orchester, op. 8, Nr. 2 (2001)
- Timo Jouko Herrmann: Concertino notturno für Flöte, Horn und Orchester (2016)
- Toshio Hosokawa: Concerto for Horn and Orchestra – Moment of Blossoming (2011)
- Helmut Lachenmann: „My Melodies“, Konzert für acht Hörner mit großem Orchester (2012–2018), Kompositionsauftrag der Musica Viva, München
- Genoël von Lilienstern: Konzert für Horn, Roboter und Ensemble (2009)
- Jorge López: Symphonie Fleuve pour cor et orchestre (Hornkonzert) (2005–2007)
- Gisbert Näther: Konzert für Horn und Orchester (ohne Jahresangabe)
- Krzysztof Penderecki: Winterreise, Konzert für Horn und Orchester (2007–2008)
- Peter Ruzicka: Spiral, Konzert für Hornquartett und Orchester (2013/14)
- Huw Watkins: Nocturne für Horn und Kammerorchester (2001)
- Herbert Willi: Äon, Konzert für Horn und Orchester (2007)
- John Williams: Concerto for Horn and Orchestra (2003)
- Dana Wilson: Konzert für Horn und Sinfonieorchester (2001)

## Kammermusik

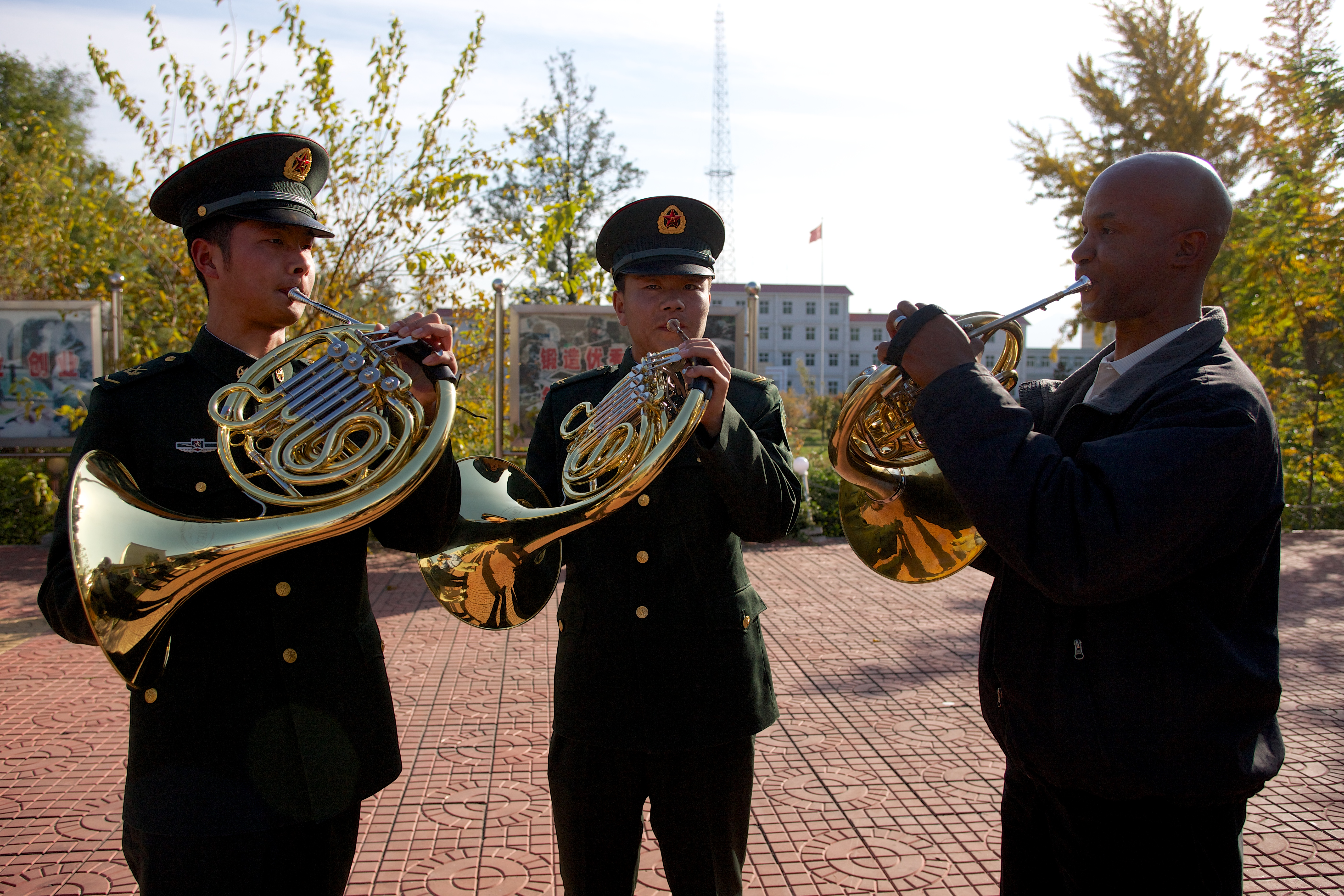
Drei Hörner erklingen in einem Waldhorn-Terzett

siehe auch: Liste von Holzbläserquintetten (mit Horn), diese werden hier nicht zusätzlich aufgelistet

### Klassik
- Ludwig van Beethoven:
  - Sextett für zwei Hörner, zwei Violinen, Viola und Violoncello Es-Dur op. 81b (1795)
  - Sonate für Klavier und Horn F-Dur op. 17 (1800)
- Franz Danzi:
  - Sonate für Horn und Klavier Es-dur op. 28
  - Sonate für Horn und Klavier e-moll op. 44
- Frédéric Duvernoy:
  - 8 Fantasien für Pianoforte und Horn
  - 4 Divertimenti für Pianoforte und Horn
  - 3 Serenaden für Pianoforte und Horn
  - 3 Trios für Pianoforte, Violine und Horn
- Joachim Nicolas Eggert: Sextett in f-Moll für Klarinette, Horn, Violine, Cello und Kontrabass (1807)
- Friedrich Ernst Fesca: Potpourri für Horn und Streichquartett F-Dur op. 29 (1823/24)
- Anton Joseph Hampel: Trios für drei Hörner
- Anton Heberle:
  - Concertino für Streichertrio und zwei Hörner
  - Variationen für Streichquartett und zwei Hörner
- Nikolaus von Krufft:
  - Sonate in E-Dur für Horn und Klavier
  - Sonate F-Dur für Horn und Klavier
- Martin-Joseph Mengal:
  - Duo et Fantaisie für Horn und Klavier
  - 3 Quartette für Horn und Streicher
- Wolfgang Amadeus Mozart:
  - Quintett für Streicher und Horn, KV 407
  - Zwölf Duette für zwei Waldhörner, KV 487
  - Quartett für Streicher und Horn, KV 580
- Giovanni Punto:
  - über 50 Horntrios
  - über 100 Hornduos
- Anton Reicha: Quintett für Horn und Streich-Quartett in E (Kontrabass ad lib.), op. 106
- Carl Stamitz: Trio für Horn, Violine und Violoncello in Es-Dur

### Romantik
- Franz Berwald:

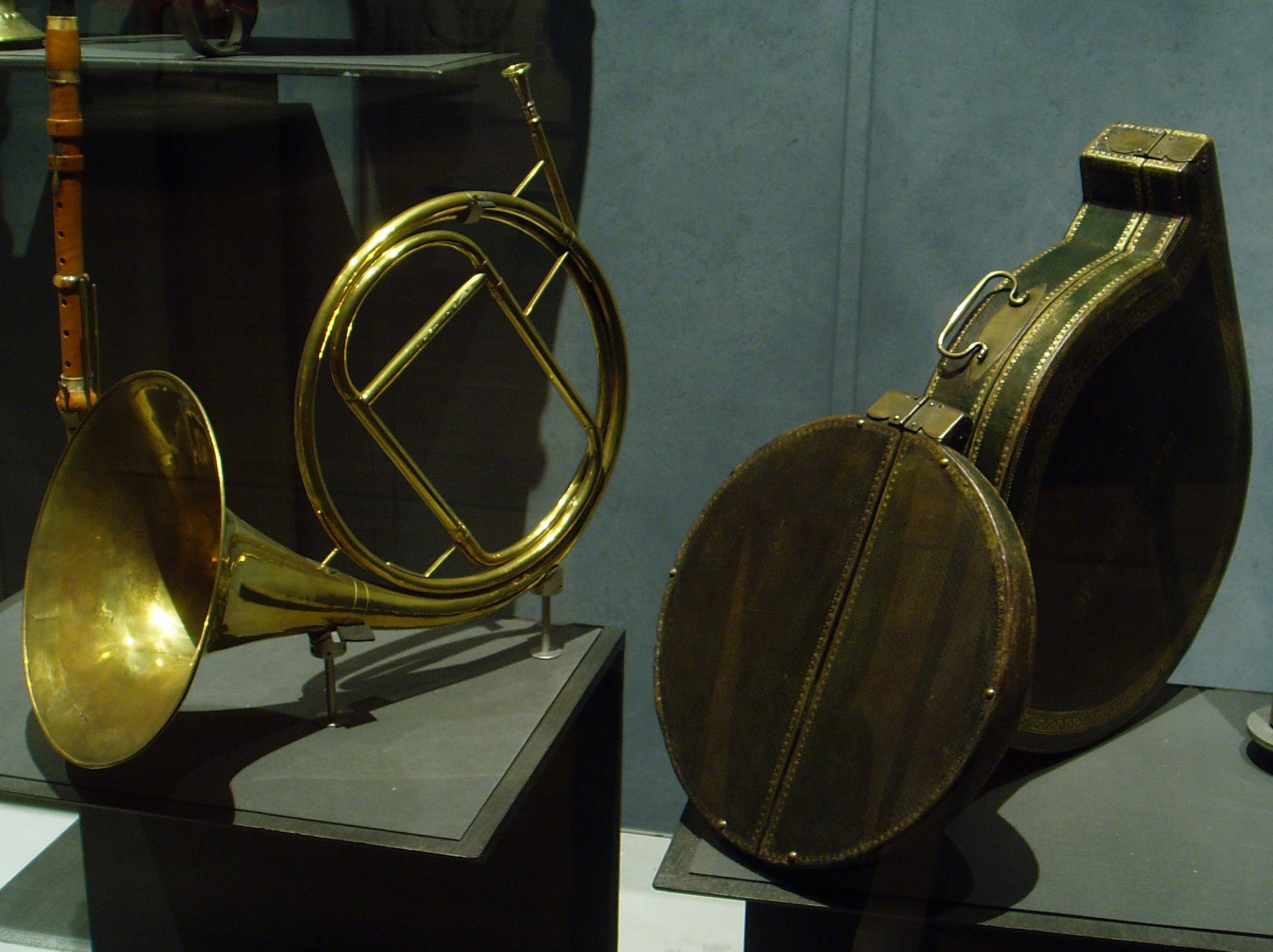
Deutsches Naturhorn in einem Pariser Museum, im Musée de la musique

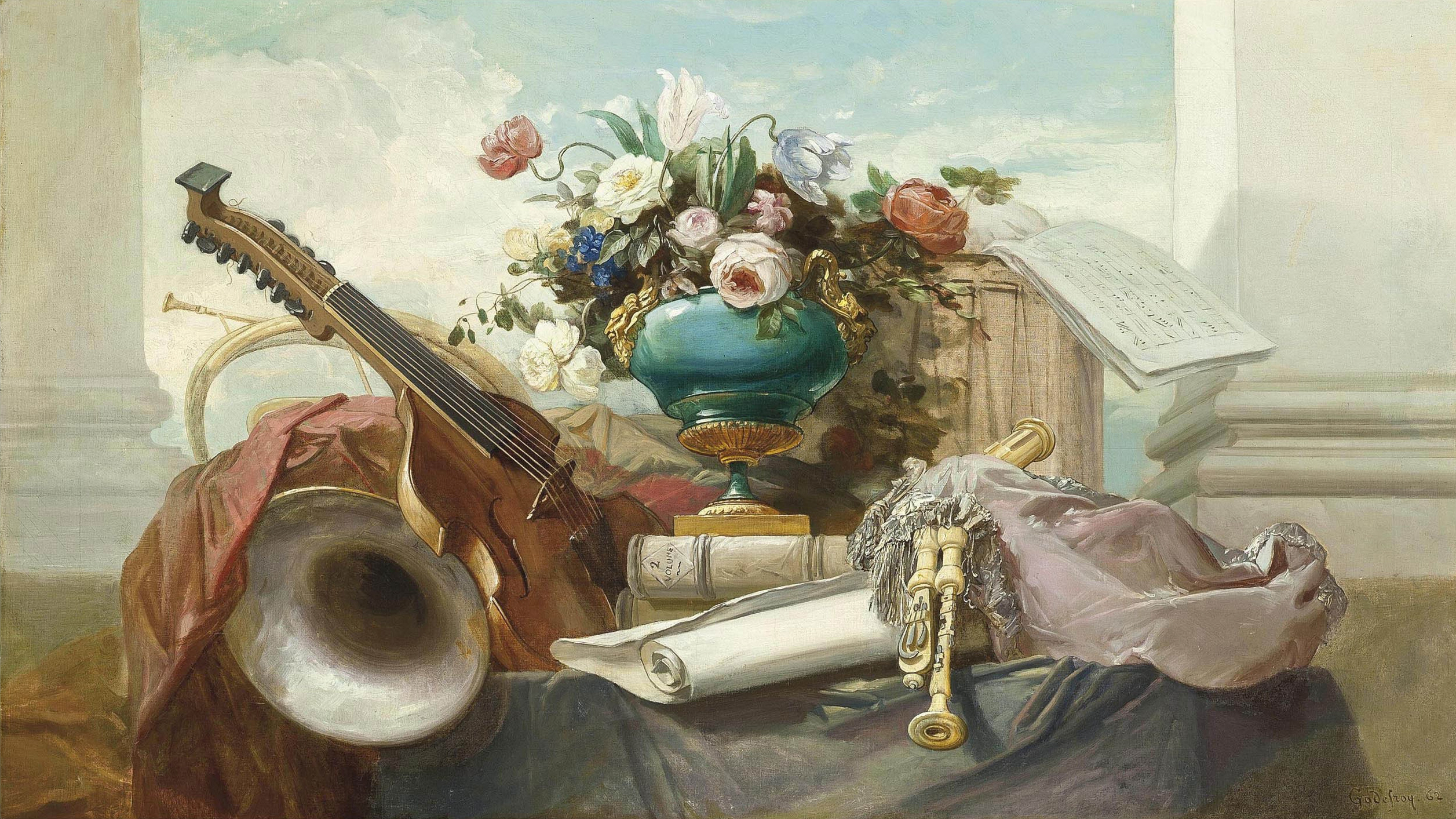
Stilleben mit Horn und anderen Instrumenten aus dem Jahr 1862

  - Quartett Es-Dur für Klavier, Klarinette, Horn und Fagott (1819)
  - Septett B-Dur für Klarinette, Horn, Fagott, Violine, Viola, Violoncello und Kontrabass (1828)
- Johannes Brahms: Trio für Klavier, Violine und Horn Es-Dur op. 40 (1865)
- Louis François Dauprat:
  - Trios für drei Hörner
  - Sextett op. 10 für sechs Hörner in verschiedenen Stimmungen
  - Sonate für Horn und Harfe op. 2
  - 3 Quintette op. 6 für Horn und Streichquartett
- Felix Draeseke:
  - Adagio für Horn und Klavier a-Moll op. 31 (1885)
  - Romance für Horn und Klavier F-Dur op. 32 (1885)
  - Quintett für Klavier, Horn, Violine, Viola und Violoncello B-Dur op. 48 (1888)
- Eugène Ysaÿe:
  - Berceuse de l’enfant pauvre, op. 20 für Violine, Flöte, 2 Hörner und Streichorchester op. 20
  - Les Neiges d’antan, op. 23 für Violine, Flöte, 2 Hörner und Streichorchester op. 23
- Jacques François Gallay: Neuvième solo de cor : avec accompagnement de piano für Horn und Klavierbegleitung
- François René Gebauer: Duos concertants für Horn in F und Fagott op. 48
- Heinrich von Herzogenberg:
  - Quintett für Klavier, Oboe, Klarinette, Horn und Fagott Es op. 43 (1884)
  - Trio für Oboe, Horn und Klavier, op. 61
- Louis Emmanuel Jadin:
  - 4 Arien für Horn und Harfe
  - 3 Fantasien für Horn und Klavier
  - Trio für Horn, Violoncello und Klavier
- Friedrich Mergner: Zwölf Lieder ohne Worte für Horn und Klavier (o. J.)
- Otto Nicolai: Sechs Duos für zwei Hörner
- Carl Oestreich: Horntrios und Hornquartette
- Nikolai Rimski-Korsakow: Notturno F-Dur für Hornquartett (1888)
- Gioacchino Rossini:
  - Präludium, Thema und Variationen für Horn und Klavier
  - Fünf Duette für Horn (1806)
- Ernst Sachse: Sonate für Horn und Piano
- Franz Schubert: Auf dem Strom. Für Singstimme, Horn und Klavier. op. 119, D943
- Robert Schumann: Adagio und Allegro für Horn und Klavier As-Dur op. 70 (1849)
- Johann Gottfried Schuncke: Exercise pour le Cor avec Accompagnement de Pianoforte (ca. 1820)
- Ludwig Schuncke: Grand Duo per Corno e Pianoforte (um 1830)
- Fritz Steinbach: Septett A-Dur für Oboe, Klarinette, Horn, Violine, Viola, Violoncello und Klavier, op. 7 (1882)
- Franz Strauss:
  - Originalfantasie für Horn und Klavier op. 6
  - Nocturno für Horn und Klavier op. 7
  - Introduktion, Thema und Variationen für Horn und Klavier op. 13
  - Fantasie über den Sehnsuchtswalzer von Schubert für Horn und Klavier
- Richard Strauss:
  - Zwei Etüden für Horn solo in Es-Dur und E, TrV 15 (1873)
  - Introduktion, Thema und Variationen in Es-Dur für Horn und Klavier, TrV 70 (1878)
  - Andante in C für Horn und Klavier, TrV 155 (1888)
- Ralph Vaughan Williams: Quintett für Violine, Violoncello, Klarinette, Horn und Klavier (1898)
- Anton Wunderer: Vier Quartette für Naturhörner in Es

### 20. Jahrhundert

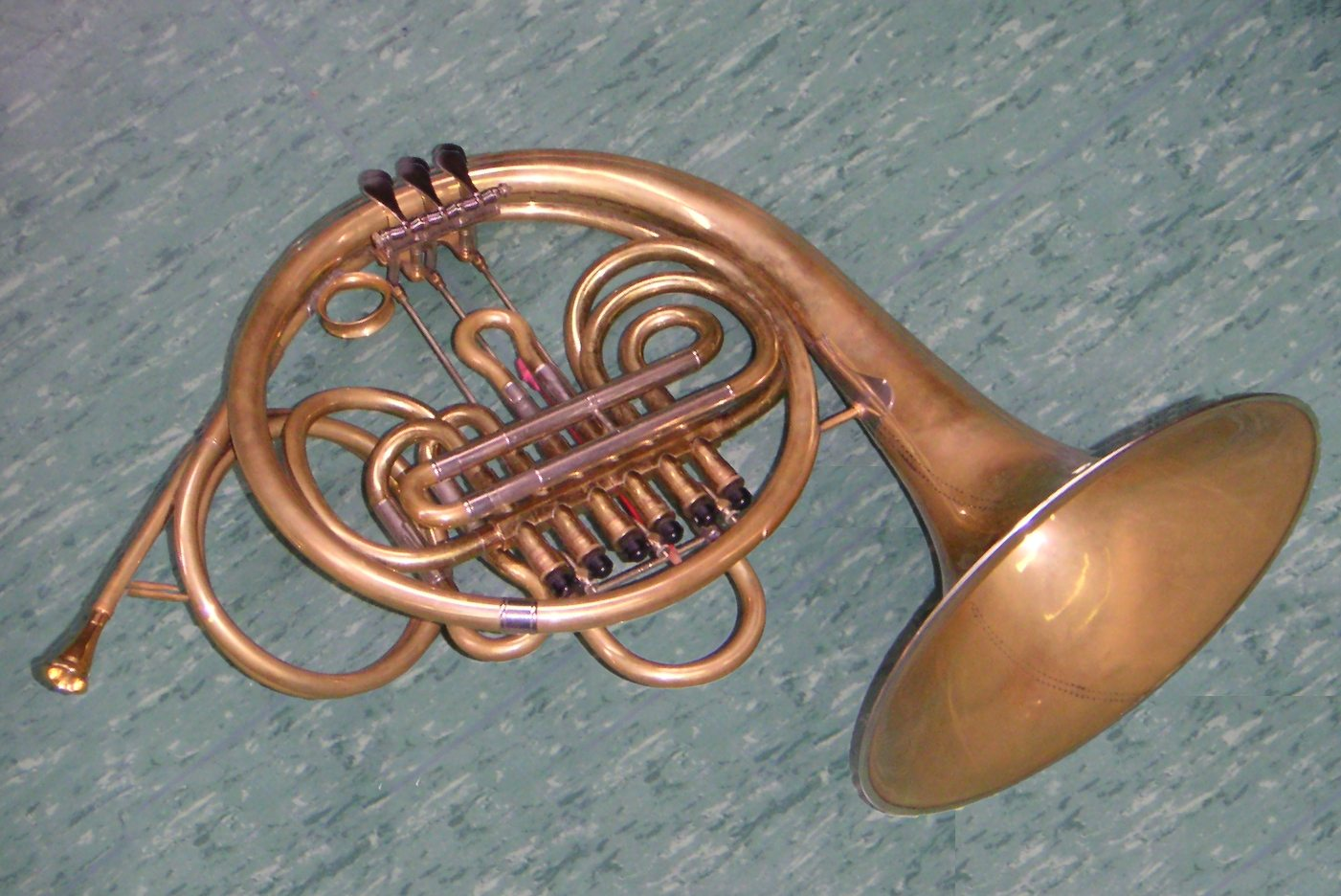
Ein Wiener Horn

- Samuel Adler: Sonate für Horn und Klavier (1948)
- Walther Aeschbacher: Notturno für Horn in F und Streichquartett op. 14
- Hans Erich Apostel: Sonatine für Horn op. 39, Nr. 2 (1964)
- Jean Aubain: Sonatine für Horn und Klavier, Paris (1971) OCLC 314709358
- Henk Badings: Canzona für Horn in F und Orgel (1967)
- Dennis Báthory-Kitsz:
  - Gardens für Horn und Streichquartett (1996)
  - She Who Saves für zwei Naturhörner und Sopran (2007)
- Arnold Bax: Oktett für Horn, Klavier und Streichsextett (1934)
- Niels Viggo Bentzon: Sonate für Waldhorn und Klavier, op. 47 (1947)
- David Bohn:  In The Air Alarums Sound für acht Hörner (1996)
- York Bowen: Hornquintett op. 85
- Eugène Bozza:
  - Suite pour quatre Cors en Fa - für vier Hörner (1952)
  - En forêt op. 40 für Horn und Klavier (1941)
  - Chant Lointain für Horn und Klavier (1950)
  - En Irlande für Horn und Klavier (1951)
  - Sur les Cimes für Horn und Klavier (1960)
  - Entretiens für Horn und Klavier (1974)
- Florian Bramböck: Weidmannsfunk für 8 Hörner (1991)
- Michael Braunfels: Serenade für Violine, Horn und Klavier op. 20 (1973)
- Cesar Bresgen: Serenade für Querflöte, Horn und Harfe (1949)
- Willy Burkhard: Romanze für Horn und Klavier (1945 und 1964)
- Monique Cecconi-Botella: Scherzetto für Horn und Klavier (ohne Jahr)
- Jean-Luc Darbellay:
  - Cantus für Horn und Orgel (1993)
  - Azur. Quartett für 4 Hörner (Leipzig 2001)
- Brett Dean: Three Pieces for Eight Horns (1998)
- Jeanne Demessieux: Ballade op. 12 für Horn und Klavier (1962, erschienen in Paris bei Durand, 1962)
- Paul Dukas: Villanelle für Horn und Klavier (1905) (Fassung für Horn und Orchester von Vitali Bujanowskij)
- Anders Eliasson: Trio für Horn, Violine und Klavier (1996)
- Maurice Emmanuel: Sonate für Horn und Klavier B, op. 29 (1936)
- Ivan Fedele: Duo en Resonance für zwei Hörner und Ensemble (1991)
- Martin Fiala: Odyssee oder Die Stationen einer Kreuzfahrt – Sonate für Horn und Klavier, op. 7 (1987)
- Jean Françaix: Notturno für vier Hörner (1987)
- Albin Fries: „Herbst“, Sonate für Horn und Klavier op. 20
- Pierre Gabaye: Sérénade de Printemps für Klavier und Horn (1959)
- Manfred Gerigk: Sonate für Horn und Klavier GerWV 4 (ohne Jahresangabe ISMN M-2054-1202-9 Wolfgang G. Haas-Musikverlag Köln)
- David Gillingham:
  - A Baker's Dozen für Horn und Klavier
  - Concerto for Horn für Horn und Klavier
- Gottfried Glöckner: Sieben Stücke für Horn und Klavier
- Siegmund Goldhammer:
  - Trio für Violine, Horn und Klavier (1966)
  - Capriccio für Horn und Klavier (1966)
- Vinzenz Goller: Fanfaren zu festlichen Anlässen für 4 Hörner
- Joseph Haas: Sonate für Waldhorn und Klavier F-Dur op. 29
- Heinrich Hartl: Meditation 89 für Horn und Orgel op. 43 (1989)
- Robert Maximilian Helmschrott: Sonata da chiesa Nr. 11 für Horn und Orgel
- Paul Hindemith:
  - 2 Sonaten für Horn und Klavier
  - Sonate für vier Hörner (1952)

- Harry Höfer:

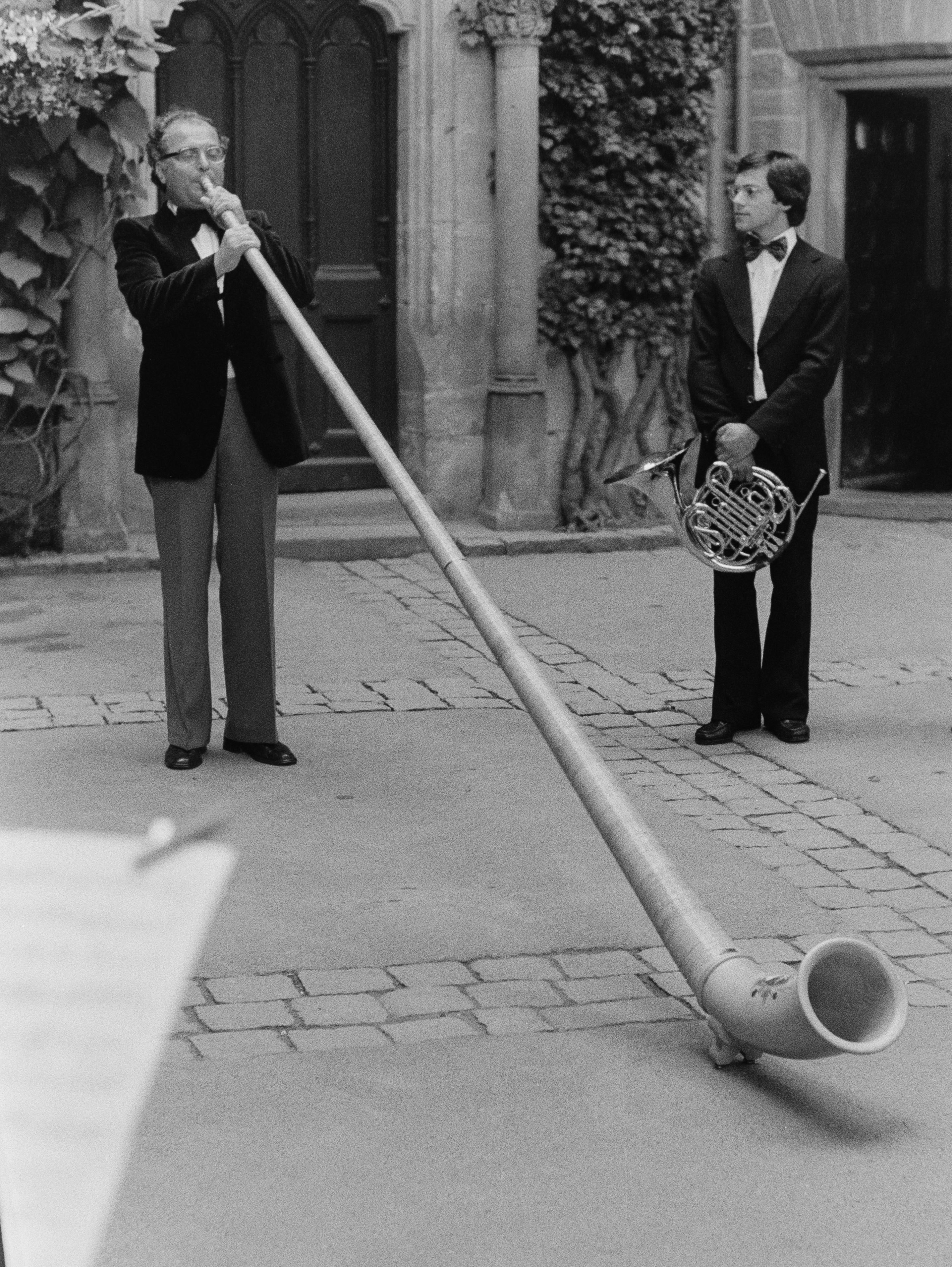
Alphornspieler neben Waldhornist

  - Gloria für 3 Alphörner und Naturhorngruppe (1973)
  - „glorificazione“ für 9 Waldhörner (1982)
  - Sonate Nr. 1 für Naturhorn in Es und Klavier (1998)
  - Sonate Nr. 2 für Naturhorn in Es und Klavier (1998)
  - Sonate Nr. 3 für Naturhorn in Es und Klavier (1998)
  - Sonate Nr. 4 für Naturhorn in F, D, Es und Klavier (1999)
  - Sonate Nr. 5 für Naturhorn in Es, C, F und Klavier (1999)
- Camillo Horn: Sonate für Horn und Klavier c-Moll op. 58
- Werner Jacob: „Suscipe verbum“ für Horn in F und Orgel (1996) nach einem Responsorium des „Maulbronn-Lichtentahler Antiphonale“
- Gustav Jenner: Trio für Klavier, Klarinette und Horn F in Es-Dur
- Albert Jenny: Elegie für Horn und Klavier (1944), UA: Solothurn (1945)
- Wilfried Jentzsch: Paysages Cor für Horn und Tonband (1989)
- Miloslav Kabeláč:
  - Sonate für Horn und Klavier, Op. 2, N2
  - Jagdlieder für Bariton und 4 Hörner, Op. 37, N50
- Robert Kahn: Quintett für Violine, Violoncello, Klarinette, Horn und Klavier op. 54 (1910)
- Heinrich Kaminski: Ballade für Horn und Klavier (1941)
- Peter Kiesewetter: Tagelieder für Sopran, Horn und Klavier op. 14 (1982)
- Charles Koechlin:
  - Sonate für Horn und Klavier op. 70 (1918/25)
  - 15 Stücke für Horn und Klavier op. 180 (1942)
- Jan Koetsier: „Cinq Nouvelles“ für vier Hörner op. 34a (1947)
- Włodzimierz Kotoński: Quartettino für vier Hörner (1950)
- Theophil Laitenberger:
  - „Ist Gott für mich“ (1980), Choralsonate für Horn und Orgel, uraufgeführt 1982 mit Michael Höltzel (Horn) und Hermann Rau (Orgel)
  - Sonate F-Dur für Horn und Orgel (1987)
- Roland Leistner-Mayer:
  - 4 Duos für Hörner in F op. 36 (1985)
  - Horn-Quartett op. 86 (1995)
  - Hymne - Impressionen für Horn und Orgel op. 102 (1999)
- György Ligeti: Trio für Violine, Horn und Klavier (1982)
- Gaston Litaize: Triptyque - für Horn und Orgel
- William Lloyd Webber: Summer Pastures für Horn und Klavier
- Alain Margoni: Sur un thème de John Bull für Horn und Klavier
- Bohuslav Martinů: Quartett für Klarinette, Horn, Violoncello und kleine Trommel C-dur (1924)
- Günter Neubert: Sonate für Horn und Klavier. UA Peter Damm, Gunther Hauer (1964)
- Hermann Neuling: Bagatelle für tiefes Horn und Klavier
- Carl Nielsen: Canto serioso für Horn und Klavier (1913)
- Jiří Pauer: Trio für 3 Hörner (1986)
- Joseph Pehrson: Concertino for Horn & Eight Instruments (1987)
- Barbara Pentland: Elegy für Horn und Klavier (1980)
- Hans Georg Pflüger: Impeto für Horn und Klavier (1986)
- Werner Pirchner: „Born for Horn“ für 5 (4?) Hörner PWV 36
- Francis Poulenc: Elegie für Horn und Klavier in Memoriam Dennis Brain (1958)
- Walther Prokop: Pas de deux für zwei Hörner (1985)
- Günter Raphael: Sonatine für Violine, Horn und Fagott op. 65/4 (1949)
- Christian Ridil: Crossover Passacaglia für Horn (F) und Kontrabass (1996)
- Rainer Rubbert: Relations (1986) für Horn und Schlagzeug
- Moroi Saburō: Sonate für Horn und Klavier (1977)
- Hans Wolfgang Sachse: Sonate für Horn und Klavier, op. 71 (1962)
- Olev Sau: Sonate für Waldhorn (1977)
- Josef Schelb:
  - Sonate für Horn und Klavier (1947)
  - Quartett für 4 Waldhörner (1960)
  - Quartett für Trompete, Horn und 2 Posaunen (1962)
  - Quartett für Violine, Horn, Violoncello und Klavier (1962)
- Friedrich Schenker: Hornquintett (1969)
- Michael Schneider: „Kailash“ für Horn und Klavier (1996)
- Gunther Schuller:
  - Hornsonate, Lines and Contrasts, für 16 Hörner
  - Five Pieces for Five Horns (von dem eine Aufnahme mit Barry Tuckwell und dem NFB Horn Quartet vorliegt)
- Kurt Schwertsik: Hornpostille, vier Stücke für vier Hörner, op. 46 (UA 1983)
- Robert Simpson:
  - Quartett für Horn, Violine, Violoncello und Klavier (1975)
  - Trio für Horn, Violine und Klavier (1984)
- Pavol Šimai: Scény (Szenen) für Horn und sechs Schlagzeuger (1995)
- Charles Villiers Stanford: Fantasie für Hornquintett a-Moll
- Walter Steffens: Die Neuen Wilden: Neger Banane Erdbeere für Horn und Schlagzeug (1990)
- Carlos Stella: transformation eines eigenen themas in ein anderes von beethoven für 3 Hörner
- Bernard Stevens: Trio für Horn, Violine und Klavier op. 38 (1966)
- Eino Tamberg: Prelude und Metamorphose für Violine, Horn und Klavier (1970)
- Roger Tessier: Scène IV für 2 Hörner nach Texten von Émil Cioran (1992)
- Nikolai Tscherepnin: „Six Pieces“ für vier Hörner
- Carl Ueter: Trio für Klarinette, Horn und Fagott, die „Funksuite“ (1952)
- Klemens Vereno: „Traum und Spiegel“- Zwei Phantasien über eine Neuntonreihe aus Mozarts „Don Giovanni“ für vier Hörner (1994)
- Carlos Veerhoff: Trio für Horn, Violine und Klavier op. 68 (1992, UA 1992)
- Werner Wehrli: Horntrio in d-moll. op. 11 Nr. 3. für Violine, Horn und Klavier (1921)
- Vally Weigl:
  - Dear Earth for Baritone, Horn, Violin, Cello and Piano, words by Frederika Blankner
  - Brief Encounters for Clarinet, Horn, Bassoon and Oboe
- Egon Wellesz:
  - Oktett, op. 67 für Klarinette, Fagott, Horn, zwei Violinen, Viola, Violoncello und Kontrabass (1948/1949)
  - Suite, op. 73 für Flöte, Oboe, Klarinette, Horn und Fagott (1954)
- Herbert Willi: Trio für Violine, Horn und Klavier (1992)
- Yehuda Yannay: The Hidden Melody für Horn und Cello
- Takashi Yoshimatsu: Mimic Bird Comic für Horn und Percussion (1995)
- Irino Yoshirō: Globus I für Horn und Perkussionen (1971)
- Alexander von Zemlinsky: Jagdstück für zwei Hörner und Klavier (1939)

### 21. Jahrhundert

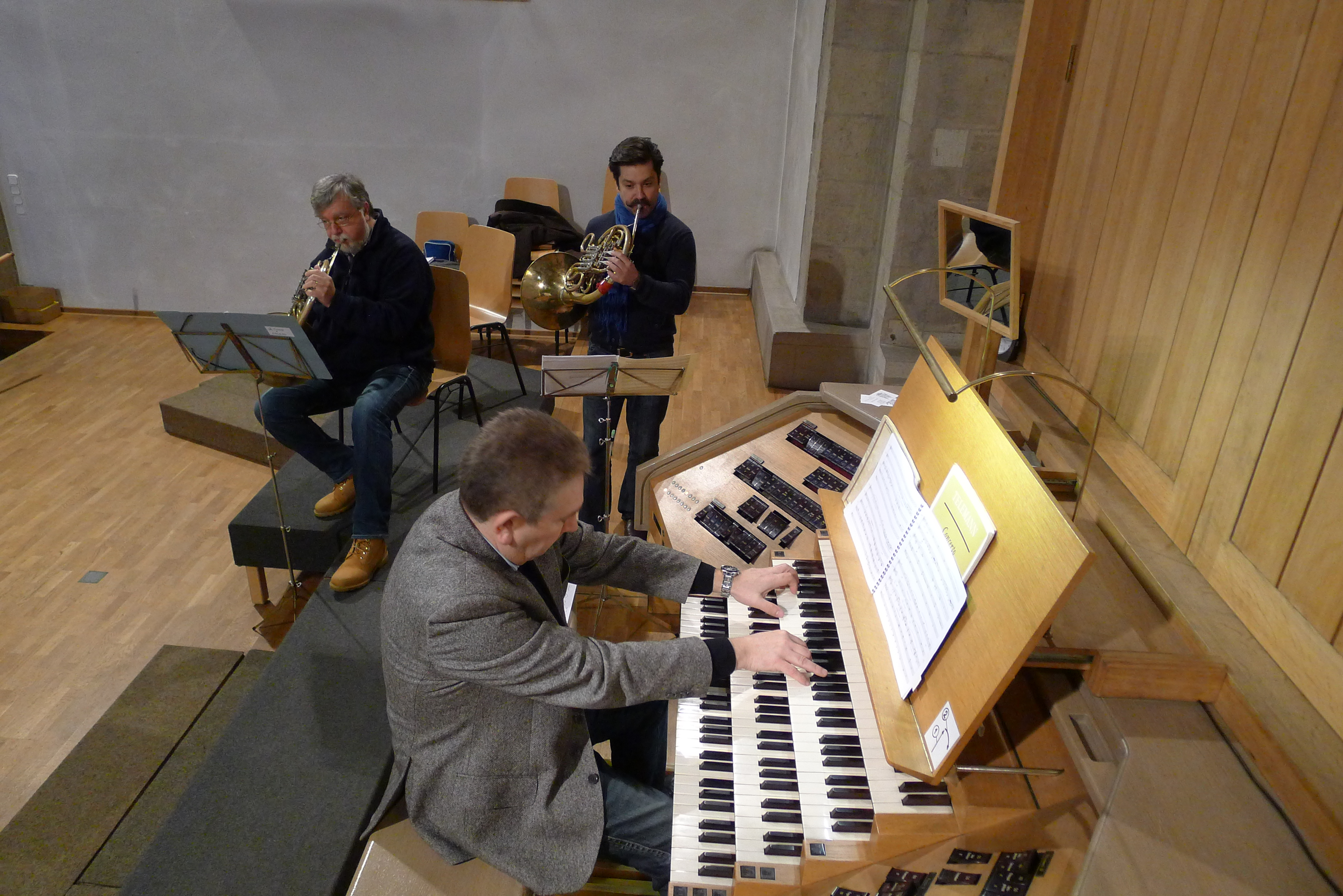
Zwei Waldhornisten konzertieren mit einem Organisten

- Elizabeth Austin: Prague Sonata für Horn und Klavier (2000)
- Franz Baur: Alpenpneuma für Alphorn, Horn, Flöte, Klarinette und Violoncello (2015)
- Holmer Becker: Ciacona für Horn in F und Klavier oder Orgel (2012)
- Helmut Bieler: Bewegte Flächen für Horn und Orgel (2002)
- Bogusław Schaeffer: Constellations für Horn und 9 Instrumente (2003)
- Nikolaus Brass: Schatten für Horn und Akkordeon. Dauer: 15’ (UA 12. Juni 2007 Trossingen)
- Mercè Capdevila: Fons de mar für Horn, Orgel und Tonband (2003)
- Enrique Crespo: Fantasia für Horn, Posaune und Orgel (2013)
- Søren Nils Eichberg: Horntrio für Horn, Violine und Klavier (2007)
- Anders Eliasson: Pentagramm für Oboe, Klarinette, Fagott, Horn und Klavier, Spieldauer: 16´ (UA: 29. Juni 2003, Rottweil)
- Walther Erbacher:  inmitten für Bratsche, Waldhorn und Orgel (2002), op. 51
- Wolfram Graf: Weite für Horn und Orgel (2002)
- Jean François de Guise (* 1970)
  - Scratch for Horn and Piano, op. 11, Nr. 7 (2015)
  - Piece for horn and piano, op. 11, Nr. 8 (2017)
  - Interlude for Horn and Piano, op. 11, Nr. 9 (2017)
- Naji Hakim: Suite Rhapsodique für Horn und Orgel  (komponiert 2002. London: UMP, 2002)
- Sean Hickey: Horse's Mouth für Trompete, Horn und Posaune (2006)
- Dorothea Hofmann: Elias für Horn und Orgel (2013)
- Gordon Kampe: Pickman's Model für Horn, Klavier (2011)

- Franz Kanefzky:
  - Adventure für 8 Waldhörner

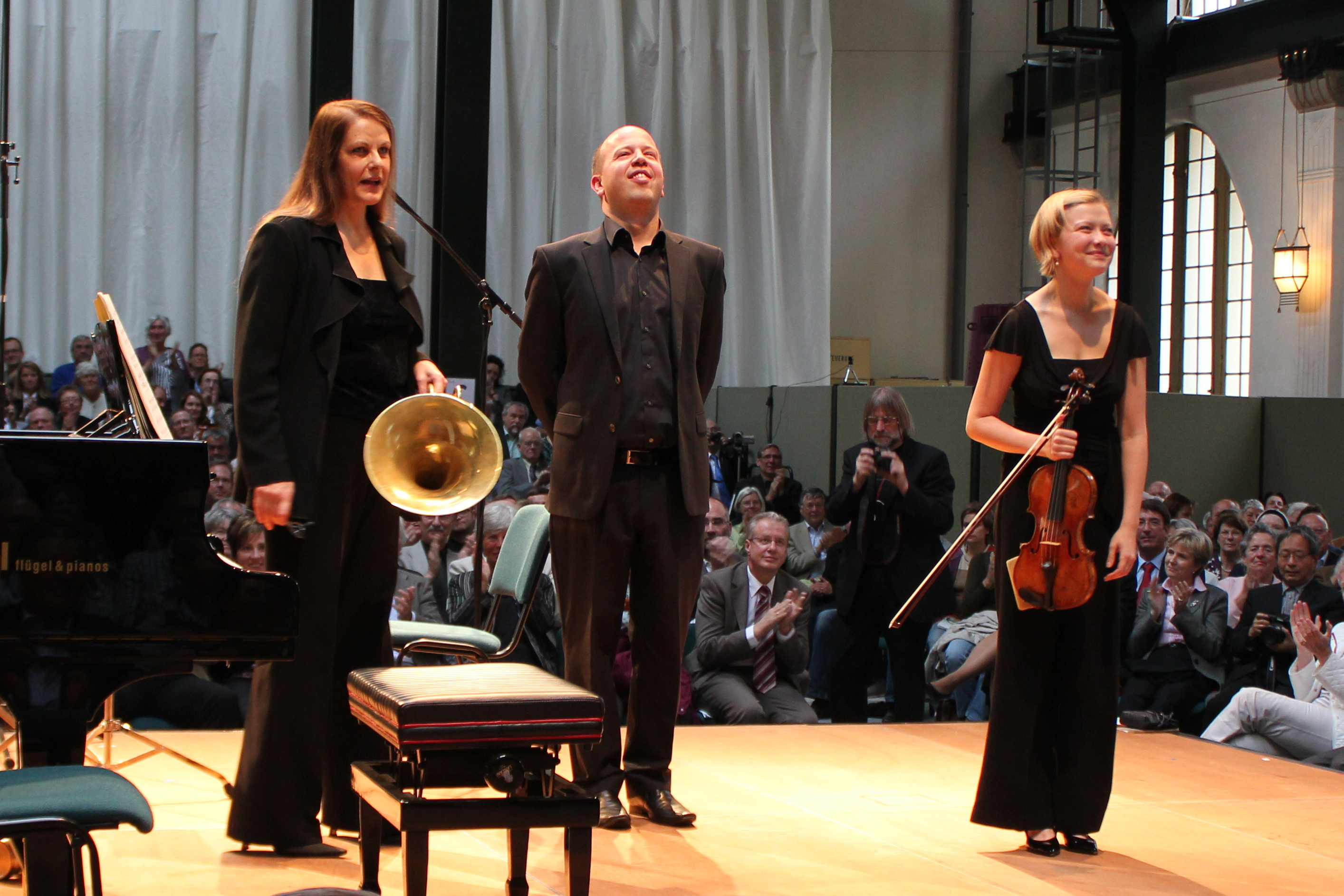
Das Horn, hier in der Kammermusik neben Violine und Klavier

  - Liturgische Fantasie für Horn und Orgel
- Volker David Kirchner: Drei Stücke für vier Hörner (UA 2011)
- Rolf Thomas Lorenz:
  - 3 Stücke für Hornquartett, Musikverlag Johann Kliment KG, Wien
  - Sonatine für Horn und Klavier, Verlag Friedrich Hofmeister, Leipzig
- Trygve Madsen:
  - Trio für Violine, Horn und Klavier op. 110 (1998)
  - Sonate für Horn und Klavier op. 24 (1978)
  - Quintett für Horn, Violine, 2 Violen und Violoncello op. 145 (2010)
  - „Eine kleine Jagdmusik“ für 2 Hörner und Streichquartett (UA 2011)
- Hubert Podstransky: „anNäherung“ für Violine und Horn (2003)
- Mark Polscher: l'Enfant blessé für Horn Trompete und Tuba (2012)
- Martin Christoph Redel: Disput für Horn und Klavier op. 88 (2017)
- Grazia Salvatori:
  - Allegretto (2002) für Horn und Cembalo
  - Tu scendi dalle stelle (2003) für Horn und Orgel
- Franz Schillinger:
  - Veränderliche Langsamkeiten III (2002) für Violine, Horn und Live-Elektronik
  - 13 apostatische Sequenzen für Horn, Orgel und Elektronik (UA 2002 Nürnberg)
- Dieter Schnebel: Rufe für Horn und Violoncello (2006)
- Steffen Schleiermacher: „Acht! - for 4 french horns and 4 percussionists“ (2002)
- Claus Woschenko: Wald für 4 Hörner in F Werk 12 (2021, Neufassung 2023)
- Franz Zaunschirm, Hornquartett festlich. Musik im Gottesdienst, Musikverlag Loosmann.

## Kompositionen für Solo-Horn

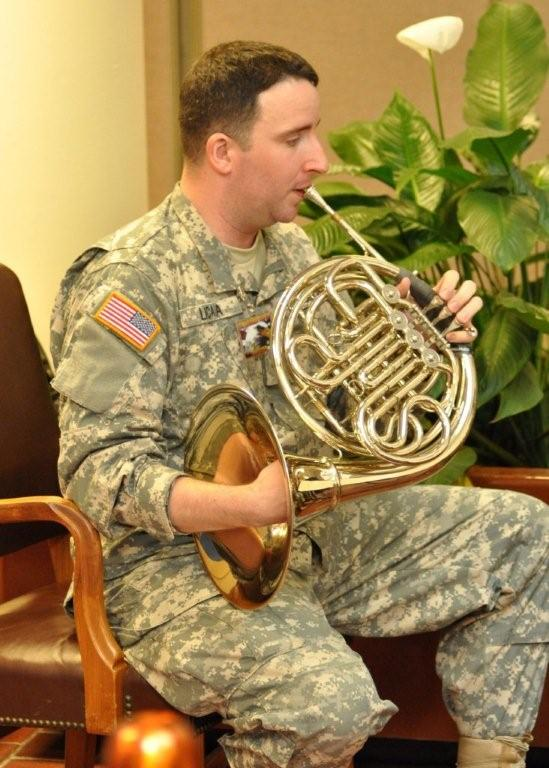
Vortrag für Solohorn in Amerika

### 17. bis 20. Jahrhundert
- Hans Erich Apostel: Sonatine, op. 39b
- Hermann Baumann: Elegia für Naturhorn solo
- Sigurd Berge: Horn lokk (Horn Call)
- Eugène Bozza: 18 Études en forme d'improvisation für Horn (1961)
- John Wolf Brennan: Leave it in Limbo, op. 90 (1996) für Horn solo
- Victor Bruns: Vier virtuose Stücke für Horn solo op. 94 (1992?)
- Vitali Bujanowskij: Vier Intermezzi für Horn solo
- József Eötvös: Vier Bagatellen
- Werner Heider: Verheißung für Horn (1988)
- Hans-Joachim Hespos: Chorna für Horn (1980)
- Charles Koechlin:
  - 20 Sonneries op. 123 für Horn solo
  - Sonneries op. 153b für Horn solo
  - Morceau de lecture für Horn solo
  - Sonneries ohne op. für Horn solo
- Bernhard Krol: Laudatio für Horn Solo
- Horst Lohse:
  - Impromptu für Naturhorn oder Waldhorn (1988)
  - Die Sirenen noch im Ohr - Hommage à Claude Debussy für Horn (UA 1. September 2004 Nürnberg)
- Trygve Madsen: The dream of the Rhinoceros für Horn Solo (1994)
- Olivier Messiaen: Le Tombeau de Jean-Pierre Guésec für Horn (1971), Leduc
- Lior Navok: Six pieces (1995) für Horn solo
- Vivienne Olive: Scarista Bull für Horn (1990/91)
- Vincent Persichetti: Parable für Horn solo (1972)
- Reinhard Pfundt: Drei Stücke für Horn (ohne Jahresangabe)
- Werner Pirchner: Feld-, Wald- und Wiesen-Soli, PWV 53
- Alice Samter: Im Wald - Musik für Horn solo (1998)
- Hermann Schroeder: Solosonate für Horn (1971)
- Egon Wellesz: Fanfaren für Horn solo, op. 78 (1957)
- Reinhard Wolschina: Präludium für Horn Solo (1987), 4', H.H.-Musikverlag, RW 011

### 21. Jahrhundert
- Kalevi Aho: Solo X für Horn (2010)
- Dennis Báthory-Kitsz: Sweet Ovals für Solohorn (2005)
- Nikolaus Brass: Solo für Horn (2014)
- Richard Dünser The Host of the Air für Horn solo, Dob;
- Hans Eugen Frischknecht: FanSolSi für Horn (2003)
- Wolfram Graf: Konsonant für Horn (2001)
- Waldram Hollfelder: Fantasie VI für Horn (2002)
- Juliane Klein: Aus der Wand die Rinne 9 für Horn (2009)
- Hanna Kulenty: Brass No. 3 - horn solo or trumpet solo (2005)
- Rainer Rubbert: Extraits - Elegie für Horn (UA Nürnberg 2008)
- Franz Schillinger:
  - Insisting Voices für Horn (UA 2005 Nürnberg)
  - Insisting Voices II für Horn (UA 2003 Nürnberg)
- Michael Starke: Nachtstück für Violine, Horn und Klavier (2014)
- Jörg Widmann: Air für Horn solo (2005)
- Dana Wilson: Musings für Horn und Klavier (2003)
- Manuel Zwerger: GEDÄRME für hyper-präpariertes Horn, (Auftragswerk von Samuel Stoll, Uraufführung am 28. Februar 2020 in Baden)

## Wichtige Hornschulen

Aus der Hand von Gottfried von Freiberg stammt ein Lehrwerk für Naturhorn

In den nachfolgenden Hornschulen finden sich u. a. wichtige Etüden für Horn solo (Originalkompositionen):
- Maxime Alphonse: Deux Cents Études Nouvelles (in 6 Bänden)
- Karl Biehlig: Schule für Horn in B
- Louis François Dauprat: Méthode de Cor, 1824
- Heinrich Domnich: Méthode du premier et du second cor à l’usage du Conservatoire, Paris 1805
- Frédéric Duvernoy: Méthode pour cor mixte, Paris 1802
- Albin Frehse: 60 ausgewählte Etüden für Horn von C. Kopprasch
- Gottfried von Freiberg: Naturhornschule
- Jacques François Gallay: Méthode complète pour le cor, op. 54, 1842 (für Naturhorn)
- Friedrich Adolph Gumpert: Hornschule
- Anton Joseph Hampel, Seule et vraie méthode pour apprendre facilement les éléments des premier et second cors / composée par Hampl et perfectionnée par Punto, son élève; Hampels Hornschule des 18. Jahrhunderts wurde einige Jahre später von Giovanni Punto überarbeitet und erweitert.
- Michael Höltzel: Hohe Schule des Horns
- Fritz Huth: Schule für Horn
- Herman Jeurissen: Die Grundlagen des Hornblasens / The Basic Principles of Horn Playing, drei Bände, 1997
- Bernhard Eduard Müller: Etüden für Horn op. 64 (Band I 22 Etüden, Band II 12 Etüden)
- Max Pottag: Method for French Horn und Daily Exercises
- Josef Schantl: Grosse theoretisch-praktische Horn-Schule
- Barry Tuckwell: Playing the Horn (Text: englisch)